# Догхантеры
Догха́нтеры («охотники на собак» — от англ. dog + hunters, также догкиллеры) — самоназвание лиц, которые по собственной инициативе занимаются отстрелом или отравлением безнадзорных собак в населённых пунктах.
По сведениям «Радио Свобода», движение догхантеров, которые через соцсети договаривались об организации облав на бродячих собак, впервые возникло в России в 2006 году, одним из его идеологов был профессор, заведующий кафедрой социальной работы и социального управления московского РГУТиС, доктор философских наук Владислав Добрынин, выступавший в сети под ником «Пожилой велосипедист». Газета The Moscow Times сообщала о росте популярности движения догхантеров в 2011—2012 годах. По данным СМИ, догхантеры действуют во многих городах России, а также на Украине и в Болгарии. Причинами появления догхантеров называются неспособность муниципальных властей решать проблему безнадзорных животных: ликвидация служб безвозвратного отлова и внедрение экспериментальной программы «отлов-стерилизация-возврат в места прежнего обитания».
Деятельность догхантеров имеет неоднозначную оценку в обществе, как с этической, так и с правовой точек зрения и осуждается российской зоозащитной общественностью и деятелями культуры, требующими наказания для догхантеров. В некоторых других странах отравление как метод борьбы с безнадзорными собаками применяется легально: Австралии, Казахстане, Индонезии, Молдове, Новой Зеландии, Мьянме; в ряде штатов США разрешён отстрел безнадзорных собак гражданами. Издание «Комсомольская правда» назвало догхантерство «формой гражданской активности».
В конфликте с догхантерами находятся представители ряда зоозащитных групп, которые проводят митинги протеста, направляют обращения в правоохранительные органы с требованиями закрыть сайты своих оппонентов. В 2012 году зоозащитники стали публиковать в открытом доступе персональные данные догхантеров, а одна группа призвала участвовать в DDoS-атаке на форум. Зафиксированы случаи самосуда над догхантерами и уничтожения их имущества зоозащитниками.
Стоит отметить, что в ряде случаев журналисты российских СМИ в своих публикациях называют догхантерами сотрудников служб, осуществляющих отлов безнадзорных животных на подряде у местных органов ЖКХ. Известны случаи когда защитники бродячих собак называют догхантерами своих оппонентов — других зоозащитников, а также граждан, имеющих иную точку зрения на решение проблемы бездомных животных, в частности, не согласных с методикой ОСВВ, предусматривающей легализацию свободного нахождения этих собак на улицах городов.
В 2016 году украинские догхантеры впервые создали и зарегистрировали свою общественную организацию.
В 2017—2018 годах граждане, которых борцы за права животных занесли в свои «картотеки живодеров» и причислили к догхантерам, сумели в судебном порядке добиться запрещения проведения экспериментальной методики ОСВВ в России, подразумевающей легальное нахождение безнадзорных собак на улицах в Ростове-на-Дону и в Санкт-Петербурге.
По состоянию на 2018 год, как отмечали российские СМИ, конфликт между догхантерами, на стороне которых зачастую оказываются люди, желающие безопасно гулять по городу, и зоозащитниками, отстаивающими права бродячих собак на свободное обитание на улицах, продолжается.

## Идеология
Согласно кодексу догхантеров, охотник на собак — это человек, придерживающийся взглядов о приоритетном праве человека проживать в безопасной для него окружающей среде.
По собственным заявлениям, догхантеры истребляют безнадзорных собак, чтобы обезопасить себя и близких от возможности быть покусанными или даже убитыми собачьей стаей, а также очищают город от переносчиков болезней и паразитов.
Участники сообщества убеждены, что используемый ими метод — единственный из рациональных в сложившейся ситуации, когда муниципальные службы не отлавливают безнадзорных собак, свободно обитающих на улицах. Сами догхантеры считают, что их действия являются обычным санитарным мероприятием, вроде травли крыс или убийства комаров. Догхантеры избегают применения слова «убийство» по отношению к собакам, заменяя его эвфемизмами: «ликвидировать», «уничтожать», «избавляться», «брать».
Как утверждает журналист портала «Милосердие.ру», приманки с отравой они скармливают только бездомным собакам по системе «из рук в пасть»: кодекс догхантера запрещает разбрасывание отравы и требует отслеживать судьбу каждой приманки с целью предотвращения возможности случайного отравления домашних питомцев, имеющих хозяев.
Догхантеры считают себя волонтёрами. Их движение не является организацией, у них нет лидеров, приказов, поощрений и наказаний.
Догхантеры считают, что государство обязано наладить отлов и уничтожение безнадзорных собак, при этом строительство приютов и пожизненное содержание в них зверей за государственный счет они считают недопустимым «радикальным гуманизмом».

## История движения
По словам одного из активных догхантеров, это движение зародилось на крупнейшем форуме, посвящённом оружию, как группа людей, отстреливающих безнадзорных собак. В силу ряда причин, администрация форума предложила им завести для обсуждения этих целей свою площадку, что и было сделано.
Причиной возникновения своего движения догхантеры называют «неуемную активность защитников прав безнадзорных собак».
Росбалт сообщает, что в России, или по крайней мере в Петербурге, в скором будущем может появиться новый неофициальный праздник — День догхантера, который планируется отмечать 13 января — в день, когда питерские догхантеры в 2011 году, с немого согласия властей, «вышли на дело».
Публикация в «Российской газете» в апреле 2011 года рассказывает об участниках движения: большинству из них — за 30. Среди догхантеров — как мужчины, так и женщины, имеют высшее образование. Род занятий — инженеры, предприниматели, технические специалисты, юристы, медработники. Есть как любители кошек, так и владельцы собак. Свои занятия догхантерством объясняют, что вынуждены взять решение проблемы с агрессивными бродячими собаками в населенных пунктах в свои руки из-за того, что власти её игнорируют, ссылаясь на недостаток финансирования и несовершенство законов.
Герой статьи 2013 года в журнале «Русский репортер» — 30-летний бизнесмен, тренер по продажам из Харькова, занявшийся догхантингом после того как его в своем дворе покусала стая, с его слов, «наводившая ужас на весь квартал».
Интервью с догхантером, опубликованное в «Комсомольской правде» в 2016 году, представляет его как инженера из Самары. Он рассказал, что несколько лет назад начал травить расплодившихся в его городе бродячих собак, после того как местные зоозащитники добились запрета отлова — собак можно было только стерилизовать и выпускать обратно гулять по улицам одних. Однако догхантер прекратил свою деятельность после того как департамент ЖКХ возглавил человек, возродивший ликвидированные санитарные службы и возобновивший безвозвратный отлов.
Депутат Госдумы РФ Олег Михеев считает, что нерешаемая проблема безнадзорности животных и безответственное отношения граждан к содержанию своих питомцев, нерегулируемая в правовом поле, привели к появлению догхантеров, которые стали сами защищать общество от бродячих собак.
По состоянию на декабрь 2016 года, как утверждает «Российская газета», движение догхантеров «набирает обороты».
В 2017 году в Биробиджане гражданки пенсионного возраста, которых местные СМИ назвали «бабушками-догхантерами» травили бродячих собак с помощью отравленных пирожков. Как минимум, 2 зверя, живших в жилом дворе были ими отравлены, свидетелями чего стали местные зоозащитники.
В октябре 2017 года в Чеховском районе Подмосковья удалось выявить с помощью камер видеонаблюдения 81-летнюю местную жительницу-догхантера, отравившую стаю из семи собак. Гражданка объяснила свой поступок тем, что бродячие псы воруют у нее куриц и держат в страхе всю округу.

## Деятельность догхантеров

### Методы работы

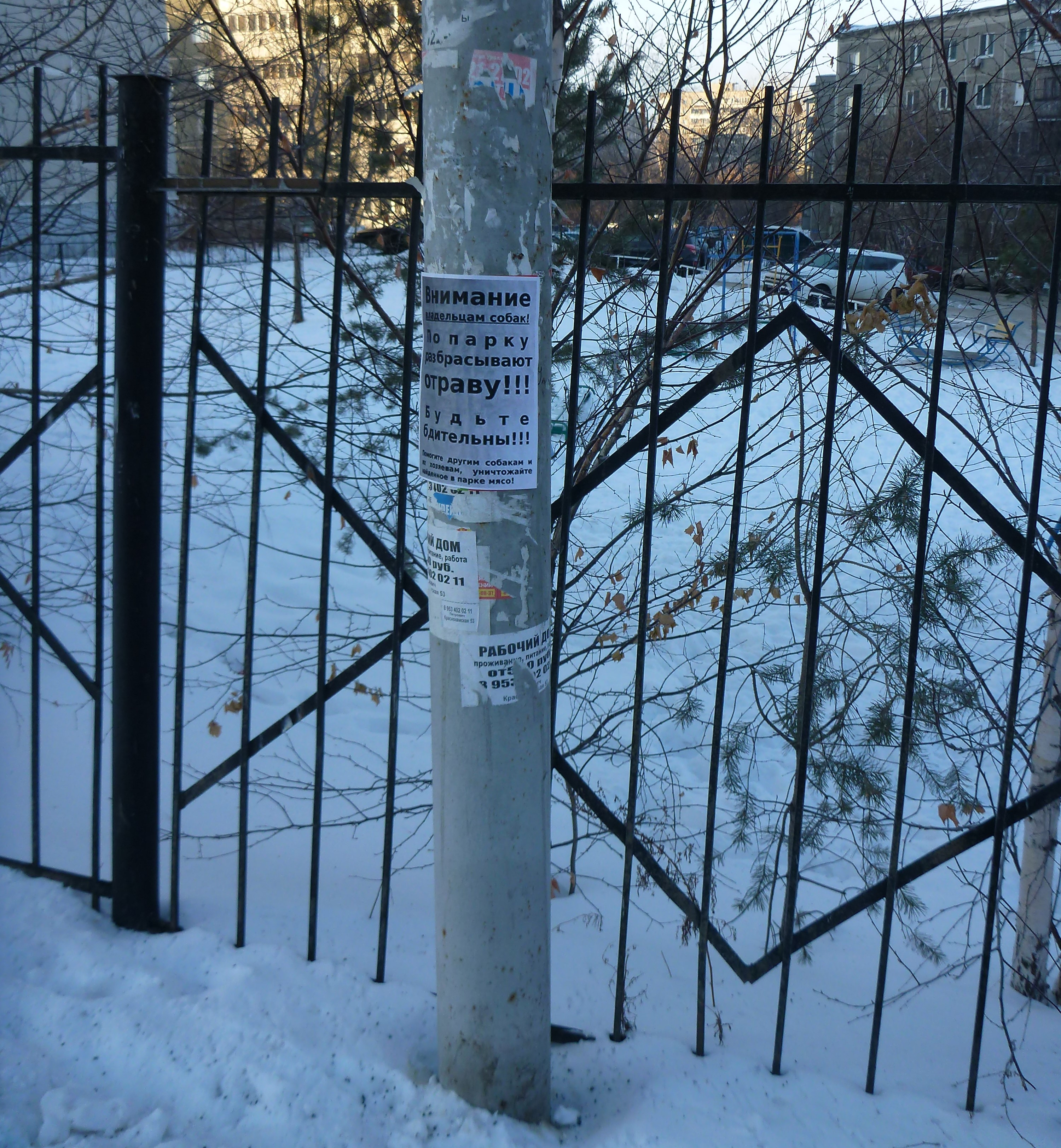
Объявление о том, что в парке Екатеринбурга разбрасывают отраву для собак, январь 2022 года

Из всего спектра методов регулирования численности популяции безнадзорных собак, догхантеры практикуют преимущественно отстрел и отравления медицинскими препаратами.
Для отстрела используется пневматическое и огнестрельное оружие, на сайте догхантеров содержатся подробные инструкции с картой убойных зон на собачьем теле.
Для отравления безнадзорных собак догхантеры используют приманки из фарша, паштета, ливерной колбасы и т. п. с токсичными агентами и вспомогательными препаратами.
Такие методы отравления и отстрел применяются легально гражданами в некоторых странах мира. В частности, в Австралии использование приманок с отравой для одичавших собак допускается с целью обеспечения санитарно-эпидемической безопасности населения, а такие приманки граждане приобретают в магазинах. Отравление безнадзорных собак приманками как метод регулирования их численности и с целью предотвращения распространения опасных заболеваний, передающихся людям, используется, согласно местному законодательству, в Мьянме, а также в Индонезии. В ряде штатов США фермеры имеют право отстреливать бродячих собак из огнестрельного оружия.

#### Использование противотуберкулёзных препаратов

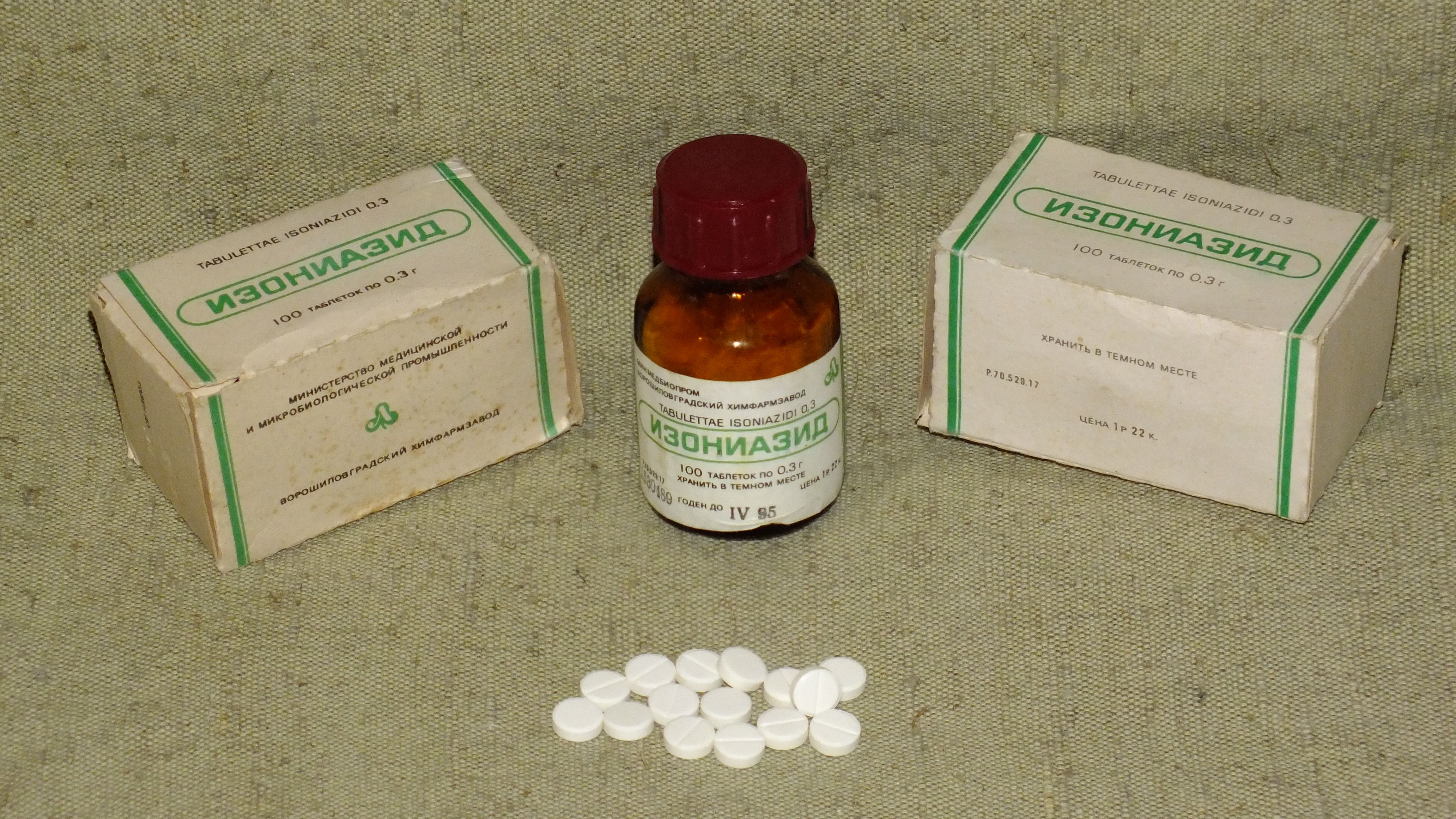
Изониазид в таблетках по 0,3 г

В качестве токсичного агента наиболее часто используются гидразид изоникотиновой кислоты и его производные, характеризующиеся высокой токсичностью для собак, входящие в состав ряда лекарственных препаратов, легко доступных в розничной продаже, в частности противотуберкулёзного препарата изониазида (тубазида) и фтивазида.
У животных они вызывают кислородное голодание, потерю координации движений, пену изо рта и гибель в конвульсиях и судорогах через 3-4 часа после попадания в организм.

#### Отравления антикоагулянтами
Экспертизы показали, что в Самаре для отравления собак в качестве токсичного агента используются антикоагулянты, которые входят в состав крысиного яда. Антикоагулянты угнетают активность свертывающей системы крови, и собака погибает от внутреннего кровотечения.
Вместе с тем, в обществе высказываются сомнения в причастности догхантеров к этим отравлениям, поскольку собаки могли отравиться крысиным ядом в результате дератизации, проводимой коммунальными службами по требованию Роспотребнадзора. При этом собаки могли отравиться, поедая приманку для крыс, но также возможны вторичные отравления в результате поедания собаками отравившихся крыс.

#### «Колбаски с черными ленточками» и «конфеты с цианидами» в Санкт-Петербурге
В 2012 году в петербургской прессе появились данные об отравлениях собак цианидами. Как утверждал местный житель Михаил Виноградов, в результате заказанной им экспертизы выяснилось, что его пес был отравлен цианидами, а журналист портала «Топсбп» обвинила в произошедшем догхантеров.
В том же году сценарист художественного кино Дмитрий Шандлоренко написал в местной газете о собаке по кличке «Тиграша», в желудке которой были обнаружены фантики от конфеты с цианидами.
В 2016 году зоозащитники рассказали, что находят в Таврическом и Матвеевском садах, где выгуливают своих собак, колбаски, перевязанные черными ленточками с черными таблетками, по их данным, это — соли синильной кислоты.
В 2016 году кинолог Елена Типикина высказала мнение, что организованного движения догхантеров не существует — оно выдумано ТВ и жёлтой прессой. Однако в результате множества публикаций в СМИ о них, граждане научились как травить и чем травить собак; а отравления собак цианидами в её родном Санкт-Петербурге носят, по мнению Типкиной, стихийный характер со стороны одиночек, имеющих проблемы с психическим здоровьем.

#### «Розовый снег»
По утверждению зоозащитной общественности, в Москве догхантеры смешивают противотуберкулезные таблетки со снегом, в результате чего он приобретает розовый окрас и становится опасным для животных. Такие розовые пятна были обнаружены в разных местах города, в том числе и на детских площадках. Для нейтрализации действия яда защитники собак используют препарат бытовой химии «Белизна»
В 2015 году в социальных сетях регулярно появлялись сообщения пользователей о виденным ими «розовом снеге» в других городах страны, в частности в Екатеринбурге и Владивостоке. Однако по данным СМИ, ссылавшихся на ветеринаров, никаких массовых отравлений не наблюдалось.
Сообщения о «розовом снеге» в Санкт-Петербурге в 2015 году вызвали панику среди собаководов: зоозащитники распространили карту, на которых были отмечены места с адресами опасных мест. Журналисты местного телеканала Piter.tv, побывавшие в этих местах, не обнаружили ни одного факта, свидетельствующего о том, что «розовый снег» является ядом. Комментируя инцидент, И. О.. начальника лечебно-диагностического отдела Городской ветеринарной станции Наталья Латык, заявила что массовых отравлений собак в городе нет, отметив при этом, что для людей например иониазид угрозы не представляет, однако призвала собаководов к соблюдению мер предосторожности

### Объекты охоты
Главная цель охотников на собак, по их утверждениям, — вожаки и доминантные самки. Их догхантеры стремятся истребить в первую очередь, чтобы стаи распались. На втором месте по значимости — щенные суки. По логике догхантера, легче действовать превентивно, чем допустить появление приплода. Если собака выживает, то догхантеры возвращаются, чтобы добить её.
Вопреки расхожему мнению, кошки не являются объектом охоты догхантеров: они считают кошек своеобразными «санитарами города», сдерживающими численность мышей и крыс.
Несмотря на то, что догхантеры заявляют о том, что они борются с безнадзорными собаками, тем не менее есть случаи смерти домашних собак от яда, который они разбрасывают, однако сами догхантеры опровергают свою причастность к смертям домашних собак и считают это провокацией со стороны защитников животных.
По данным ассоциации «Зооправо», в 2012 году догхантеры истребили более 2500 собак.

### Активность в интернете
Догхантеры общаются и координируют свои действия при помощи сети Интернет. Основным местом общения догхантеров в интернете является международный русскоязычный форум «Вредителям. НЕТ». В данном интернет-общении соблюдается анонимность: большинство догхантеров предпочитают не показывать своих лиц и номеров машин. На нём зарегистрировано около 3000 участников, преимущественно жителей Украины и России. Сеть Вконтакте и другие социальные сети не пользуются среди них популярностью.
На форуме ведется просветительская работа, обмен опытом. Догхантеры выкладывают фотографии трофеев, договариваются о совместных операциях по зачистке территорий от собак, обсуждают точки на теле собаки, куда нужно стрелять, чтобы убить с первого выстрела. Там же догхантеры заявляют, что они против жестокого обращения с животными, их цель — убрать с улиц городов стаи собак, которые могут представлять опасность для взрослых и детей.
По данным интернет-издания «Pravda.ru», в опубликованном на форуме интернет-манифесте догхантеры позиционируются как сообщество борцов с агрессивными дикими собаками и идеологией людей, занимающихся прикормом и защитой этих собак. По мнению догхантеров, эти люди считают безнадзорных собак важнее жизни и здоровья других людей. Догхантеры в своём интернет-манифесте также утверждают, что не считают себя «собаконенавистниками».
Основное правило форума таково: «за очеловечивание паразитов и сравнивание оных с человеком» следует бессрочный бан. Но участники, замеченные в садизме и издевательствах над животными, с форума изгоняются.
В репортаже НТВ утверждается, что на сайте догхантеров размещены признания в административных правонарушениях — применении огнестрельного оружия в населённом пункте. При этом полиция отказывается принимать какие-либо меры, объясняя это тем, что сайт размещён не в России.
Как сообщает «Интерфакс», на ряде сайтов и форумов, где общаются «собаконенавистники», участились призывы к уничтожению стай собак. Их авторы утверждают, что такие поступки являются санитарными актами и, по сути, самозащитой, так как агрессия безнадзорных собак неконтролируема.

#### Блокировка сайта догхантеров
В январе 2014 года Октябрьский районный суд Санкт-Петербурга удовлетворил иск городской прокуратуры в защиту интересов «неопределенного круга лиц», потребовавших закрытия сайта «Вредителям. Нет», после чего сайт был занесен в список запрещенных ресурсов интернета Роскомнадзором и доступ к нему был заблокирован местными провайдерами для российских пользователей.

### Публичные выступления в Чите
В апреле 2014 года читинский догхантер, известный в сети под ником «Михаил Северный» вышел к местной администрации, чтобы выразить своё несогласие с пикетом из 30 зоозащитников, которые выступали против отлова безнадзорных собак. Он вступил в публичную полемику с защитниками собак и поддержал проведение городского аукциона по отлову и утилизации 1023 собак, объявленного мэрией. Однако городские и областные власти пошли навстречу требованиям активистов, защищающих собак, собравших более 50 подписей жителей города, в котором, по состоянию на 2013 год, проживали 313 000 человек, и отменили аукцион на отлов одичавших животных.

### «Гамлет»
В марте 2014 года российские СМИ выступили с серией публикаций в связи с обыском у жителя Санкт-Петербурга, известного в интернете под ником «Гамлет». В материалах он назывался «идеологом» и «разработчиком философии догхантеров». Сам герой публикаций отверг обвинения в издевательствах над животными, и сообщил о себе что он «всего лишь активный блогер». По данным газеты «Аргументы и факты», личные данные «Гамлета» и других граждан, были взяты из закрытых баз полиции и раскрыты ранее в сети, а обнародовал их сотрудник прокуратуры, подозреваемый в тесных контактах с зоозащитниками. Пользователи форума догхантеров заявили о намерении обратиться в Следственный комитет с целью установления преступника, передававшего данные закрытых баз зоозащитным активистам.

## В России

### Санитарная операция в Санкт-Петербурге
В начале января 2011 года в историческом районе Володарский в животноводческих хозяйствах возникла эпидемия африканской чумы свиней. По приказу властей было уничтожено большое количество свиней и дано распоряжение об отлове и уничтожении безнадзорных животных. Операции по ликвидации безнадзорных собак проходили при активном сопротивлении защитников животных. К санитарной операции подключились догхантеры, по слухам — официально. При этом их не останавливало даже наличие у безнадзорных собак ошейников.
Пресс-секретарь Государственной городской ветеринарной инспекции Санкт-Петербурга Евгений Карпов рассказал, что «в посёлке Володарский Ломоносовского района в очаге заражения африканской чумой были уничтожены все безнадзорные собаки».
По словам президента Фонда развития ветеринарии Светланы Валеевой, было усыплено 27 безнадзорных собак. Она также подчеркнула, что ни в одном из случаев уничтожения животных не использовался отстрел.
Официальные структуры утверждают, что не сотрудничали с догхантерами, наград не предлагали, и подобные предположения о сотрудничестве назвали «провокацией».
В апреле 2011 года неизвестные лица продолжали травить безнадзорных собак в городе.
По состоянию на 7 апреля 2011 года, расследование по отстрелам собак в Володарском не было завершено. Представители зоозащитной общественности, которых телеканал Neva 24 называет «фанатами животных», продолжают настаивать на организации со своим участием специальной группы при управлении ветеринарии «по расследованию убийств безнадзорных собак».

### «Новосибирское общество догхантеров»
В марте 2011 года в Новосибирске неизвестные отстреляли двух безнадзорных собак в разных районах города. Зоозащитники предположили, что оба случая связаны между собой и могут быть делом рук организации «Новосибирское общество догхантеров».
По данным «Комсомольской правды», в Новосибирске насчитывается не менее 120 догхантеров. По сведениям издания, догхантеры координируются в сети интернет, составляют список зон обитания безнадзорных стай и обещают истребить их всех поголовно, поскольку этого не делают муниципальные власти. Деятельность догхантеров вызывает протест со стороны зоозащитников.
«Комсомольская правда» утверждает, что догхантеры выложили на своём сайте документ — свидетельство о государственной регистрации некоммерческой организации «Новосибирское Добровольное Общество Догхантеров», датированное 10 апреля 2011 года, однако по данным областного Минюста данная организация в ЕГРЮЛ не зарегистрирована.

### Первый общемосковский субботник догхантеров
На 23 апреля 2011 года на территории парковой зоны ВВЦ, Останкинского парка и Главного ботанического сада РАН московские догхантеры запланировали проведение Первого общемосковского субботника догхантеров. Как отмечает газета «Московский комсомолец», данное мероприятие — ответ на 3-ю Всероссийскую акцию в защиту животных «Россия без жестокости» борцов за права животных, приуроченную к рассмотрению в Государственной думе Федерального закона «Об ответственном обращении с животными». Согласно законопроекту, в России будет введена новаторская программа стерилизации, предусматривающая обязательный возврат безнадзорных собак на улицы, которая в развитых странах применяется лишь в отношении кошек. Догхантеры не планировали использование оружия и собирались травить стайных безнадзорных собак приманками с изониазидом. Однако вместо акции в парке была ликвидирована стая безнадзорных собак в количестве более 20 особей, обитавшая возле станции метро «Войковская».

### Отравление собак в Тимирязевском парке
В октябре 2011 года в прессе появилась информация о том, что неизвестный якобы отравил домашних собак в парке МСХА им. Тимирязева на севере Москвы, которых там выгуливали их владельцы. Корреспондент газеты «Собеседник» О. Кузнецова обвинила в этом догхантеров. Однако пресс-центр догхантеров выпустил опровержение. По его данным, отравление собак в Тимирязевском парке — «дело рук членов экстремистских организаций, ведущих борьбу за права животных», в частности Центра защиты прав животных «Вита», «призывающего к упразднению породистого собаководства» и других «маргинальных личностей, называющих себя зоозащитниками». По данным полиции, последнее отравление собак в парке было зафиксировано в 2010 году и уголовное дело не возбуждалось в связи с недостаточностью оснований. Стоит отметить, что Тимирязевский парк является природоохранной территорией и выгул собак там запрещён.

### Активность в Саратове
В феврале 2012 года опубликованы данные о появлении догхантеров и в Саратове. Они убили безнадзорную собаку, поселившуюся на лестничной клетке в подъезде 29-квартирного жилого дома. Как утверждает журналист Любовь Павлова, жильцы не жаловались на поведение зверя и были благодарны ему за «нелюбовь к пьяницам всех мастей», а также за то, что он защищал их детей от «чужаков». После ликвидации пса местные защитники животных заявили о намерении провести пикет в знак протеста.
В марте того же года инициативная группа жителей Октябрьского района, которая по её словам, «ухаживает за семью собачками», обратилась в СМИ с протестом против действий догхантеров. По её данным, догхантеры ликвидировали одного из прикормленных ими безнадзорных зверей, а ещё одного похитили и увезли в неизвестном направлении. По словам инициативников, украденный безнадзорный пёс был инвалидом и «няней» для беспризорных щенков. Собаки проживают на руинах сгоревшего ещё в 2009 году жилого дома.

### Отравление собак в московском парке 50-летия Октября
В середине сентября 2012 года в СМИ появились сообщения, о том, что в московском парке 50-летия Октября неизвестными были отравлены собаки, количество которых, по разным источникам, различное. По данным следствия, которые приводит «Российской газеты» отравлены три собаки. По версии «Комсомольской правды», которая ссылается на неназванные источники и «неосторожные подсчеты» число отравленных собак — не менее 70. Оба издания в своих материалах отмечают, что несмотря на отравления, большинство собаководов в нарушение административного кодекса продолжают выгуливать своих псов в парке без поводка и намордника. А «Российская газета», отправившая своего журналиста на место происшествия, 28 сентября 2012 отметила, что в парке по-прежнему много как безнадзорных, так и хозяйских собак «размером с телят», которые резвятся на детской площадке.
УВД «Проспект Вернадского» по факту отравления собак возбудило уголовное дело по ст. 245 УК Российской Федерации «Жестокое обращение с животными». Владельцы собак также ищут преступников и самостоятельно, обещая за достоверную информацию об отравителях вознаграждение до 100 тыс. рублей. Параллельно появились объявления, в которых собаководов призывают выгуливать собак на поводках, так как иначе будут разбросаны приманки с рыболовными крючками и аманитотоксинами.
Зоозащитики полагают, что зверей отравили догхантеры. Отмечается, что животные были отравлены ядом, который активно пропагандируют догхантеры для борьбы с безнадзорными собаками. В то же время, например, на сайте «Вредителям.нет» заявили о своей непричастности к данному пришествию. Его посетители полагают, что в отравлении собак виноваты сами хозяева животных, выпускающие их на вольный выгул и не контролирующие поведение своих питомцев. Этого же мнения придерживается Светлана Ильинская, президент Центра правовой зоозащиты.
«Российская газета» называет причиной потрав — латентный конфликт между собаководами, нарушающими правила выгула и их противниками.
По данным РИА Новости, догхантеры отрицают свою причастность к отравлениям в этом парке и считают что произошедшее — «ответ жителей нерадивым собачникам.»
По версии газеты «Комсомольская правда», собак в парке отравила «семейная пара с детьми».

### Отравление на территории МГУ
По утверждению защитников животных и сотрудников МГУ, в октябре 2012 года догхантеры разбросали «смертельные приманки» с изониазидом на территории Московского государственного университета, отчего погибло более десятка стерилизованных безнадзорных собак, которые жили в оборудованных будках. Животные обитали на территории МГУ около 10 лет и, якобы, принадлежали сторожам. Также за ними ухаживали сотрудники и студенты МГУ, которые их подкармливали. Также, со слов зоозащитников, погибли белки и птицы — более сотни ворон и голубей.
Как утверждает автор заявления в полицию, сотрудник Физического факультета МГУ, активист-зоозащитник Олег Морозов, «все псы были стерилизованы», «отличались добрым нравом» и «никого не кусали». Однако на интернет-форуме МГУ высказывались мнения, отличающиеся от зоозащитных: как выяснилось, некоторые студенты боялись проходить мимо безнадзорных собак, а администрация вуза не предпринимала мер для их отлова.
По мнению защитников животных, эта акция стала местью со стороны догхантеров за проведённый накануне митинг в защиту прав животных в связи с отравлением собак в парке 50-летия Октября, в то же время сами догхантеры заявили о своей непричастности.
Местный зоозащитный активист Олег Морозов требовал от мэрии Москвы разрешить провести митинг в защиту безнадзорных собак возле Главного здания МГУ — на месте, где была отравлена из стай, однако его призывы не были удовлетворены.
Стоит отметить, что ранее Морозов утверждал, что не меньше десятка безнадзорных собак были отравлены между корпусами физического и химического факультетов, где они жили не менее 10 лет. Также по его данным были отравлены собаки, жившие возле поликлиники МГУ, были отравлены и сотни птиц, которые, по его словам, «буквально падали на голову».
По факту отравления сотрудники МГУ обратились в правоохранительные органы, после чего им, по их утверждениям, стали поступать sms-сообщения с угрозами.
В ноябре 2012 года отравления животных на территории МГУ продолжились: от яда погибли ещё 7 собак.

### Конфликт во Владивостоке
В 2014 году перед судом во Владивостоке предстал 31-летний местный житель Кислицын. Инцидент получил общественный резонанс, в том числе в зарубежных СМИ. По версии британского издания Daily Mail, он по собственной инициативе отравил более 1000 бродячих собак в своем городе, используя приманки с лекарственными средствами, спрятанными в сосисках. Кислицына задержала 50-летняя зоозащитная активистка, волонтер из местного фонда помощи безнадзорным животным Татьяна Брагина. Две безнадзорные собаки, которых Брагина подкармливала и защищала от отлова были отравлены, одну удалось спасти. Собаки жили во дворе многоквартирного дома в жилом квартале Фрунзенского района на улице Лукоморье, для них Брагина по личной инициативе построила будки, а также установила видеокамеры для наблюдения за ними. Несколькими месяцами ранее неизвестными лицами были отравлены пять собак из опекаемой стаи Брагиной, а позднее ещё три
При обыске у Кислицына были изъяты куриные кости, пропитанные ядовитым раствором, мясные шарики с таблетками.
По версии следствия, Кислицын в период с 27 мая по 8 июня 2013 года отравил 9 собак. Суд подтвердил причастность Кислицына к преступлениям по предъявленным обвинениям, за исключением двух эпизодов, свою вину он не признал. Судом первой инстанции он был приговорен к штрафу в размере 20 000 рублей, уплата штрафа была отменена в связи с наступлением амнистии.
После обжалования приговора в 2016 году Кислицын был приговорен к 240 часам исправительных работ, но повторно попал под амнистию. Зоозащитники, недовольные приговором, пообещали продолжать конфликт и преследовать амнистированного гражданина.
По состоянию на 2016 год, бродячих собак во Владивостоке уже два года не отлавливают: городскими властями были объявлено 6 аукционов на отлов и содержание безнадзорных животных, но не нашлось ни одной организации, желающей принять в нём участие из-за невыполнимых условий контракта В 2016 году в городе продолжали фиксироваться случаи нападения бродячих собак на людей, в результате которых гражданам приходилось обращаться в больницы в связи множественными покусами кистей рук и ног.

## На Украине
Первые упоминания о догхантерах на Украине появились в июне 2011 года Догхантеры активны в Киеве, Днепре, Николаеве, Донецке, Запорожье, Львове, Харькове и Одессе. Причиной их популярности еженедельник «Фокус» называет нежелание местных властей вести безвозвратный отлов беспризорных собак и внедрение в стране экспериментальной программы стерилизации, предполагающей бесконтрольное и свободное нахождение стай на улицах. По данным журнала, среди догхантеров — молодые отцы, собаководы и предприниматели, к догхантерству их подтолкнули неоднократные нападения безнадзорных собак на их детей и домашних животных в людных местах, в частности, во дворах жилых домов.
Осенью 2011 года в Днепропетровске догхантер почти полностью истребил стаю безнадзорных собак, обитавшую возле школы. До этого неоднократные жалобы родителей на эту стаю в администрацию школы оставались без ответа, поскольку отлов официально запрещён.
В Киеве догхантеры пообещали очистить столицу от собак к Чемпионату Европы по футболу 2012. После того как было уничтожено более ста собак, зоозащитники попытались нанять частного детектива, но его услуги оказались слишком дорогими.

### Дело Ведулы
В октябре 2011 года в СМИ появились сообщения о киевском студенте, который, причисляя себя к догхантерам, выкладывал на своей странице «В Контакте» под учётной записью «Александр Богданов» фотографии и видеоролики со сценами издевательств над щенками. Администрация сайта «Вредителям. НЕТ», после получения доказательства того, что «Богданов» является участником их форума под ником «Grafit», закрыла ему доступ к форуму, а также предоставила его IP-адрес и адрес электронной почты, благодаря чему стало возможным найти данного человека. По данным ветерана догхантеровского движения, харьковчанина, выступающего под ником Dogmeat, других садистов среди участников их форума выявлено не было.
11 июня 2012 года Алексей Ведула был приговорён к четырём годам лишения свободы по статьям «жестокое обращение с животными» и «распространение произведений, пропагандирующих культ насилия и жестокости» Уголовного кодекса Украины. Его сообщник, Роман Полибин, учитывая смягчающие вину обстоятельства, приговорён к трём годам условно.

### «Собачий Освенцим» в Гидропарке
В начале 2013 года в Киеве наблюдалась активизация догхантеров: были отравлены 6 собак, названных журналистом «КП» Ольгой Кромченко «дружной стаей», а также псы, обитавшие возле вестибюлей нескольких станций метро. В зоне отдыха «Гидропарк» были усыплены при помощи таблеток более 30 беспризорных псов, которых там прикормили местные зоозащитники. Часть зверей были стерилизованы и имели голубые бирки на ушах. Из-за своей масштабности, инцидент был назван «собачьим Освенцимом». Отравление стаи вызвало возмущение зарубежных зоозащитников.
В марте 2013 премьер-министр Украины Николай Азаров выпустил распоряжение, в котором поручил министрам «предотвращать уничтожение безнадзорных животных».
Также в марте зоозащитники провели митинг протеста против действий догхантеров в Киеве. На него собрались 300 человек, которые потребовали «…усилить ответственность за убийства животных» и закрыть интернет-ресурсы своих оппонентов.

### Создание общественной организации
В апреле 2016 года Оболонское районное управление Минюста Украины впервые зарегистрировало общественную организацию догхантеров. «Союз журналистов — догхантеров» получил статус юридического лица. Однако 30 мая того же года решение о регистрации было аннулировано приказом заместителя министра юстиции Павла Мороза. Учредителями ОО «Союз журналистов-догхантеров», согласно госреестру Минюста, было двое: юрист Алексей Святогор и секретарь учёного совета Института экономико-правовых исследований НАН Украины Ирина Кременовская. Алексей Святогор заявил о планах издавать свою газету «Вестник догхантера».
За время своего существования «Союзу журналистов-догхантеров» удалось наладить сотрудничество с Патрульной полицией Киева. Полиция получила официальное обращение от общественной организации догхантеров, в котором разъяснялась неправомерность действий зоозащитников и выражалась просьба не допустить случаев жестокого обращения с животными в частных приютах, под которым подразумевалась стерилизация отловленных бездомных собак. В ответ служба полиции поручила полицейским использовать помощь представителей союза догхантеров для доставки бездомных животных только в официальные приюты — по закону Украины только коммунальные предприятия имеют право на отлов собак. Однако после жалоб со стороны борцов за права животных и отзыва регистрации общественной организации догхантеров, полиция прекратила с ней сотрудничество.
В ноябре 2016 года Алексей Святогор заявил о намерении членов лишённого регистрации союза отправиться в Одессу, чтобы принять участие в зачистке города от «диких псов». По результатам рейда было ликвидировано 50 бродячих псов — адреса стай догхантерам подсказали сочувствующие им местные жители, а Святогор поделился с ними рецептом отравы для собак.

## Причины появления
На учредительном съезде международного общественного движения реалистической зоозащиты, проходившем в марте 2011 года в Ярославле, председатель правления ярославского благотворительного фонда «Зоозабота» Александр Красавчиков выдвинул свою версию появления догхантеров, заявив, что считает основной причиной неумение муниципальных властей решать проблемы бездомности животных, а также неэффективность принимаемых мер в деле регулирования численности безнадзорных собак.
Член рабочей группы комитета Государственной думы РФ по экологии, биолог Владимир Рыбалко называет прямой причиной появления догхантеров внедрение в ряде городов России и на Украине в 2000-х годах экспериментальной программы «отлов-стерилизация-возврат в места прежнего обитания», согласно которой практиковавшийся ранее отлов собак с целью усыпления был запрещён под давлением зоозащитников: местные жители лишились законной возможности избавиться от стай собак — после стерилизации сук привозят обратно и выпускают обратно в жилые зоны, дворы и другие общественные места для беспризорного обитания. Биолог высказывает опасение, предполагая дальнейший рост популярности движения догхантеров из-за того, что законопроект «Об ответственном обращении с животными», принятый Государственной думой во втором чтении в 2011 году, предусматривает внедрение программы «отлов-стерилизация-возврат» во всех городах страны.
Германское издание Die Welt видит причину появления догхантеров в том, что санитарные службы и власти самоустранились: во многих российских населенных пунктах отлов бездомных собак не проводится, а программы стерилизации не решают проблему нападения собачьих стай на людей, которым приходится искать пути самозащиты.
Президент благотворительного фонда помощи животным «Большие сердца» Анастасия Комагина также прослеживает прямую связь между внедрением в городах ОСВВ и появлением догханеров. По ее мнению, на московскую программу ОСВВ в период с 2001 по 2009 годы были затрачены громадные суммы, но результатом ее стал лишь рост численности собак, смерти людей от нападений стай, и, как естественная реакция населения, — массовые потравы собак. В Санкт-Петербурге, где также реализуется ОСВВ, собак много лет подряд вытравливали догхантеры и вывозили в районы Ленинградской области зоозащитники, тщетно пытаясь спасти этих животных от отравлений

## Оценка в обществе
Различные аспекты деятельности догхантеров вызывает как положительные, так и отрицательные оценки в обществе. По данным социологического опроса Фонда «Общественное мнение», проведенного в январе 2013 года, догхантеров поддерживает 9 % жителей России, 72 % не поддерживают, 19 % не определились с мнением по данному вопросу. При этом в Москве догхантеров поддерживает 4 % населения, а в сёлах — 11 %.
Лидер движения добровольных дружинников «Мобилизация», член Общественной палаты Сергей Воропаев считает, что догхантинг может приносить пользу обществу при условии соблюдения следующих правил: безопасность для окружающих, избирательность уничтожения «объектов», отсутствие проявлений жестокости (в том числе, причинение страданий животным) и наличие разрешения от властей. На основе личного опыта общения с догхантерами, он приходит к выводу, что они не являются садистами и не используют опасные для людей яды.
Общественные деятели и публичные лица высказывают различные мнения о деятельности догхантеров. Например, артист Леонид Ярмольник заявлял о готовности самостоятельно препятствовать деятельности догхантеров путём физической расправы вплоть до убийства. Музыкант Андрей Макаревич также критически настроен к догхантерам и иронично заявлял о намерении устроить «охоту на догхантеров». Борец за права животных, председатель общественной организации «Право на жизнь» Светлана Лось также заявила, что в случае бездействия властей она и её соратники будут убивать догхантеров.
Писатель и публицист Максим Кононенко, напротив, одобрил деятельность догхантеров, мотивировав её необходимостью выполнения этих действий в условиях воровства выделяемых на это государственных средств. Писатель-публицист Александр Никонов в личном блоге также выразил поддержку догхантеров, назвав себя противником зоозащитников. В целом радикальную борьбу с бродячими собаками поддержала и Елена Малышева.
Философ и писатель, член Российского комитета по биоэтике при комиссии РФ по делам ЮНЕСКО Сергей Роганов разделяет точку зрения догхантеров

Я поклонник догхантеров? Отнюдь. Но тоже считаю, что отходы городской жизнедеятельности — стаи бродячих собак — надо ликвидировать— газета "Известия"
Деятельность догхантеров вызывает критические оценки со стороны ряда защитников животных и публичных лиц. Высказываются следующие претензии:
- Несоблюдение требований санитарных норм по утилизации трупов[151];
- Недостаточная гуманность применяемых методов[152];
- Участие в движении лиц с девиантным поведением[153]. К догхантерам, по мнению зоозащитников, примыкают люди, жестоко убивающие собак и выкладывающие в Сеть фото и видео издевательств над животными;
- Возможные отравления домашних собак[13].

### Оценка эффективности работы
Старший научный сотрудник Института проблем экологии и эволюции РАН Андрей Поярков считает, что уменьшение численности безнадзорных собак в Москве происходит в первую очередь из-за деятельности догхантеров.

### Правовая оценка
Правовая стороны деятельности догхантеров оценивается неоднозначно. Одни эксперты считают её законной, в то время как другие усматривают в ней нарушение действующего законодательства вплоть до уголовно наказуемого. Сложность однозначной трактовки состоит в различиях методов, используемых догхантерами, а также различиях в законодательстве.
По словам члена Общественной палаты РФ, руководителя рабочей группы по проблемам обращения с животными Богдана Новорока, в настоящее время отсутствует правовая оценка деятельности догхантеров, и ни одно уголовное дело по данным фактам не было доведено до конца.
Адвокат Дмитрий Аграновский считает, что деятельность догхантеров незаконна. Однако он замечает, что нынешнее законодательство «псевдогуманно», к примеру, оно запрещает отстрел бездомных собак в черте населенных пунктов, чем связывает руки властям, и в результате жителям приходится самостоятельно защищаться от одичавших псов. По его мнению, акции догхантеров станут толчками для наведения порядка в законодательстве о животных. Он отмечает также, что существующие на данный момент законы полны «юридического крючкотворства в борьбе с бездомными собаками».
Украинский юрист и журналист Алексей Святогор утверждает, что ситихантинг (городская охота), одним из элементов которого является догхантинг, законен, поскольку законодательство разрешает уничтожение вредителей, в то время как вопрос идентификации вредителей не урегулирован. Он отмечает, что необходимыми условиями законности и полезности такой деятельности является соблюдение трех правил: безопасности для окружающих, избирательности в выборе животных, подлежащих ликвидации и отсутствии мотива жестокости в действиях тех, кто этим занимается. Координатор по юридическим вопросам «Молодёжной Лиги Защиты Животных» Людмила Каченовская в то же время считает, что ситихантинг нарушает правила охоты и регулирования численности бездомных животных, а лица, занимающиеся ситихантингом, могут быть привлечены к административной или уголовной ответственности.
Председатель коллегии адвокатов «Смаль и партнёры» Максим Смаль считает, что деятельность догхантеров может быть квалифицирована в отношении всех животных по ст. 245 УК РФ «Жестокое обращение с животными», если оно имело место. Если в результате деятельности догхантеров будет усыплена домашняя собака — возможна квалификация по статье 167 «Умышленное причинение вреда имуществу».
По мнению Елены Жарковой, представителя международного фонда защиты животных, догхантеры осуществляют эвтаназию животных незаконно.

## Борьба с догхантерами
В интервью газете «Комсомольская правда» в 2016 году один из российских догхантеров отметил, что регулярно получает угрозы от защитников безнадзорных собак, которых он считает психически больными людьми.
Преследованием со стороны зоозащитников подвергаются и журналисты, которые пишут о догхантерах не в критическом ключе, а также блогеры, продвигающие инициативу безвозвратного отлова собак с городских улиц с целью помещения в приюты и усыпления. В их адрес регулярно поступают угрозы физической расправы. В частности, автора интервью Ульяну Скойбеду любители бездомных собак пообещали облить серной кислотой.
«Российская газета» в 2016 году отметила, что в Анжеро-Судженске более 2 тысяч граждан подписали петицию, призывающую прекратить отравления безнадзорных собак, при этом в 10 раз меньше подписей собрала петиция к городским властям с требованием избавить город от стай, обитающих на территориях больниц, детских садов, детских площадках, лежащих около подъездов.
В августе 2016 года киевскому догхантеру, журналисту и юристу Алексею Святогору, после серии угроз со стороны зоозащитной общественности, неизвестные лица сожгли автомобиль.

### Обращения в правоохранительные органы
Действия догхантеров неоднократно становились поводами для обращения в правоохранительные органы. Так, в Москве было возбуждено 14 уголовных дел по фактам гибели собак, однако не было найдено ни одного подозреваемого ввиду отсутствия свидетелей и каких-либо доказательств разбрасывания отравленных приманок.
На заседании рабочей группы по проблемам обращения с животными Общественной палаты, прошедшем в конце 2012 года, было высказано мнение о том, что полиция покрывает догхантеров. Защитники животных заявили, что готовы помогать полиции в раскрытии преступлений догхантеров и провести столько акций, сколько потребуется, чтобы полиция начала расследовать эти преступления.

### Распространение персональных данных догхантеров
В январе 2012 года лидер российской организации «Альянс за права животных», активист московского инфоцентра «Спасите животных» и анархо-феминистка Елена Надежкина заявила о намерении размещать в сети интернет персональную информацию о своих оппонентах. Активисты, защищающие права бездомных собак выложили в интернет данные: в большинстве анкет фигурируют адреса, прописки охотников, номера их телефонов, марки автомобилей, данные паспорта и районы, в которых те орудуют.
Кроме личных данных тех, кого зоозащитники считают догхантерами, выложена также персональная информация людей, называемых Надежкиной «соучастниками». Соучастниками, по мнению Надежкиной и президента благотворительного фонда помощи бездомным животным «Вирта» Дарьи Хмельницкой, являются судья Черёмушкинского мирового суда, закрывшая за истечением срока давности «дело Худоярова»; журналисты «Российской газеты» и «Комсомольской правды», заместитель главного редактора «Русского репортёра», по мнению Надежкиной, «защищающие догхантеров», и заместитель начальника городского управления внутренних дел Москвы, отказавшаяся возбуждать уголовное дело против сообщества догхантеров.

### Организация атаки на сайт догхантеров
Осенью 2012 года зоозащитная группа, состоящая из москвичек среднего возраста и скрывающая имя своего лидера, призвала осуществить DoS-атаку на форум догхантеров, разместив ссылки на специальное программное обеспечение для свободного скачивания и предложив сделать это своим сторонникам — обычным гражданам.

## Безопасность при выгуливании собак
В качестве способов предотвращения случайного отравления домашних собак называют использование намордника и прохождение курса дрессировки. По мнению кинолога Елены Типикиной, для того чтобы собака не отравилась, необходимо научить её не подбирать ничего с земли, а во время прогулок обязательно надевать на своих животных намордники и пристегивать им поводки